# Franz Waxman
Franz Waxman (Königshütte, Silèsia, Alemanya, 24 de desembre de 1906 - Los Angeles, Califòrnia, 24 de febrer de 1967) fou un compositor de música de cinema estatunidenc d'origen alemany.

## Biografia
Era el menor d'una família jueva que va tenir sis fills. En realitat el seu nom original era Franz Waschmann. Va començar a estudiar piano per la seva pròpia iniciativa a l'edat de set anys. Com que a casa a ningú li interessava la música, el senyor Waxman projectava per al seu petit fill una carrera bancària per al futur. El jove Franz, en certa manera va fer cas al seu pare i va entrar en una entitat bancària durant dos anys com a caixer, però utilitzava part del seu salari per pagar-se els estudis de piano. Després d'això va decidir independitzar-se de la seva família i es traslladà a la ciutat de Dresden i després a Berlín. Encara era un pianista desconegut i, per aquest motiu, tocava el piano en clubs nocturns amb una orquestra de jazz alemanya, la Weintraub Syncopaters. Mentre treballava com a pianista amb aquesta orquestra de ball, Waxman va conèixer a Frederick Hollander, qui li va presentar a l'eminent director d'orquestra Bruno Walter.
Aquesta tasca no era un fi en si mateix, només per seguir costejant les lliçons de música. A finals dels anys vint va començar a fer arranjaments musicals per a algunes pel·lícules alemanyes. Però Franz va rebre un gran reconeixement quan Frederick Hollander li va encarregar l'orquestració i direcció de la música per al cèlebre film Der blaue Engel (1930) protagonitzada ni més ni menys que per Marlene Dietrich. A causa de l'entrada del nacionalsocialisme a Alemanya, Waxman es trasllada a París, on no es va quedar sense feina, doncs, un compatriota seu, el cèlebre Fritz Lang li encarrega la posar música a la pel·lícula Liliom (1933). Franz Waxman va romandre a França dos anys, i després va creuar als Estats Units, a Hollywood.
El veritable inici d'aquest compositor a Nord-amèrica va ser la banda sonora per a un film d'Universal Pictures, La núvia de Frankenstein (1935), protagonitzada per Elsa Lanchester i Boris Karloff. La música d'aquest film va agradar tant que Waxman va ser contractat per aquesta empresa per un període de dos anys. En aquesta època van sortir recordades pel·lícules com Diamond Jim, Magnificent Obsession i The Invisible Ray novament amb Boris Karloff i l'hongarès Bela Lugosi, que acabava de tenir molt èxit amb el film Dràcula (1931).
El prestigi de Waxman seguia creixent i, per aquest motiu, és contractat per la MGM per a un període de set anys. De la seva ment va sortir la música de pel·lícules com Captains Courageous (1937) en el qual actuaven Spencer Tracy, el petit Freddie Bartholomew, Lyonel Barrymore, John Carradine, Mickey Rooney i Melvyn Douglas. Varen seguir el dramàtic film de suspens Dr. Jekyll and Mr. Hyde (1941) novament amb Spencer Tracy i la jove Ingrid Bergman. Però comença a ser requerit per tot arreu, ja que també la Warner Brothers es va interessar en ell. Des d'aquest nou contracte van sortir reeixits films com Tenir-ne o no (1944) amb Humphrey Bogart i la que després va arribar a ser la seva esposa de la vida real, Lauren Bacall, Objectiu Birmània (1945), o Humoresque (1945). Les seves bandes sonores es van estendre fins aproximadament l'entrada dels anys seixanta. En total Franz Waxman va rebre dotze nominacions per als Oscar, i en va obtenir dos per les pel·lícules Sunset Boulevard (1950) i després, a l'any següent per A Place in the Sun.
Des de 1947 i, durant vint anys, va organitzar festivals musicals en els quals es van donar a conèixer composicions de músics com ara Ígor Stravinski, Ralph Vaughan Williams, Dmitri Xostakóvitx, William Walton i Arnold Schönberg. A més va ser convidat en el seu moment com a director de diferents orquestres simfòniques tant als Estats Units com també a Europa. També es pot destacar que va compondre música fora de l'òrbita cinematogràfica. Així tenim creacions com un oratori, anomenat Joshua, una Sinfonieta per a cordes i timbal, un oratori anomenat The song of Terezin, que va ser estrenat a Praga com a homenatge a les víctimes de la barbàrie nazi a Auschwitz, una Obertura per a trompeta i orquestra, etc. El reconeixement que se li ha tingut com a compositor ha estat de tal nivell, que en una edició de segells feta als Estats Units el 1999 apareix al costat de col·legues com ara Erich Wolfgang Korngold, Max Steiner, Dmitri Tiomkin, Bernard Herrmann i Alfred Newman.
La carrera de Waxman va acabar amb la seva mort per càncer el febrer de 1967, dos mesos després del seu seixantè aniversari.

## Premis i nominacions

### Premis Oscar
| Any  | Categoria           | Pel·lícula              | Resultat  |
| ---- | ------------------- | ----------------------- | --------- |
| 1938 | Millor banda sonora | The Young in Heart      | Candidat  |
| 1941 | Millor banda sonora | Rebecca                 | Candidat  |
| 1942 | Millor banda sonora | Dr. Jekyll and Mr. Hyde | Candidat  |
| 1942 | Millor banda sonora | Sospita                 | Candidat  |
| 1946 | Millor banda sonora | Objectiu Birmània       | Candidat  |
| 1947 | Millor banda sonora | Humoresque              | Candidat  |
| 1951 | Millor banda sonora | Sunset Boulevard        | Guanyador |
| 1952 | Millor banda sonora | A Place in the Sun      | Guanyador |
| 1955 | Millor banda sonora | El calze de plata       | Candidat  |
| 1960 | Millor banda sonora | Història d'una monja    | Candidat  |
| 1963 | Millor banda sonora | Taras Bulba             | Candidat  |

### Premis Globus d'Or
| Any  | Categoria           | Pel·lícula       | Resultat  |
| ---- | ------------------- | ---------------- | --------- |
| 1951 | Millor banda sonora | Sunset Boulevard | Guanyador |
| 1963 | Millor banda sonora | Taras Bulba      | Candidat  |

### Premis Grammy
| Any  | Categoria                 | Pel·lícula           | Resultat |
| ---- | ------------------------- | -------------------- | -------- |
| 1959 | Millor àlbum banda sonora | Història d'una monja | Candidat |